# فرانک گرینهاف
فرانک گرینهاف (انگلیسی: Frank Greenhoff; ۳ مارس ۱۹۲۴ – فوریه ۱۹۹۹) بازیکن فوتبال اهل بریتانیا بود.
از باشگاه‌هایی که در آن بازی کرده‌است می‌توان به باشگاه فوتبال وورکساپ تاون، باشگاه فوتبال منچستر سیتی، و باشگاه فوتبال برادفورد سیتی اشاره کرد.